# 歐文 (印第安納州克拉克縣)
歐文（英語：Owen）是位於美國印地安納州克拉克縣的一個非建制地區。該地的面積和人口皆未知。

## 地理
歐文的座標為38°27′29″N 85°32′31″W / 38.45806°N 85.54194°W，而該地的平均海拔高度為135米（即443英尺）。